# Бугайчик австралійський
Буга́йчик австралійський (Ixobrychus dubius) — вид птахів родини чаплевих (Ardeidae).

## Поширення
Птах розмножується на водоймах в західній та східній частині Австралії та на півдні Нової Гвінеї. У 2001 році зафіксоване гніздування на острові Нова Каледонія. Бродяжні птахи спостерігалися на півночі Нової Гвінеї та у Новій Зеландії. Мешкає в прісних водно-болотних угіддях, де населяє густі зарості очерету та осоки та затоплені чагарникові зарості. Трапляться також в солонуватих і солончакових болотах, таких як мангрові болота, солончаки і лісисті околиці прибережних лагун.

## Опис
Це одна з найменших чапель у світі, завдовжки від 25 до 36 см і вагою від 60 до 120 грамів. Верхня частина тіла дорослого самця, включаючи верхівку голови, чорного кольору, тоді як нижня частина тіла, а також шия, груди та боки голови мають каштановий колір. На плечах є великі плями, помітні під час польоту. Оперення самиці тьмяніше, буре зі смугами на спині та маківці.

## Спосіб життя
Активний в сутінках і вночі. Літає неохоче. У разі загрози приймає позу, типову для багатьох бугайчиків — стоїть на місці, витягнувши голову та дзьоб вертикально вгору, зливаючись з рослинністю. Харчується водними безхребетними, такими як ракоподібні та личинки бабок, а іноді й дрібними хребетними, такими як риба та жаби.
Розмножується навесні та на початку літа та гніздиться поодинокими парами, іноді невеликими нещільними колоніями серед густої рослинності. У разі формування колоній гнізда будують на відстані 15-30 м. Гніздо — це платформа з очерету та іншого рослинного матеріалу діаметром 15-20 см і висотою близько 10 см. Воно підтримується вертикальними стеблами очерету. Кладка зазвичай складається з чотирьох-шести матово-білих яєць. Молодняк вилуплюється приблизно через 21 день. Пташенята мають помаранчеве оперення, обоє батьків годують їх попередньо перетравленою їжею. У віці від 9 до 10 днів молоді птахи починають лазити по очерету, оперяються на 25-30 день, але залишаються залежними від батьків ще принаймні 14 днів.